# Colegio del Pacífico
Colegio del Pacífico är en ort i Mexiko.   Den ligger i kommunen Navojoa och delstaten Sonora, i den västra delen av landet, 1 400 km nordväst om huvudstaden Mexico City. Colegio del Pacífico ligger 27 meter över havet och antalet invånare är 180.
Terrängen runt Colegio del Pacífico är mycket platt. Runt Colegio del Pacífico är det ganska glesbefolkat, med 35 invånare per kvadratkilometer. Närmaste större samhälle är Navojoa, 11,8 km nordost om Colegio del Pacífico. Trakten runt Colegio del Pacífico består till största delen av jordbruksmark.